# Rząd Narodowy (1877)
Rząd Narodowy (1877) – tajny rząd samozwańczy, utworzony w czasie zjazdu działaczy polskich w Wiedniu 27 lipca 1877. Istniał do grudnia tego roku. W jego skład weszli: Adam Stanisław Sapieha, Aleksander Guttry, Tadeusz Oksza-Orzechowski i Artur Gołuchowski.
Powstał po wybuchu wojny rosyjsko-tureckiej 1877–1878 jako organ koordynujący ewentualną wspólną akcję z Austrią. Miał za zadanie kontrolowanie działalności spiskowej i niedopuszczenie do przedwczesnego wybuchu powstania. Utworzony z inicjatywy Henry’ego Alexandra Munro-Butlera-Johnstone’a, który (do dziś nie wiadomo czy jako agent brytyjskiego wywiadu) ściągnął do Wiednia działaczy polskich z Galicji, Poznańskiego i emigracji, obiecując subsydia na powstanie w Polsce, gdyby wojna rosyjsko-turecka przybrała charakter europejski.
Z inicjatywy Rządu Narodowego utworzono przy współpracy ze spiskowcami węgierskimi oddział zbrojny Seklerów, który miał zagrozić tyłom wojsk rosyjskich i uderzyć na ich linie komunikacyjne w Rumunii. Wyprawę tę udaremniły jednak władze austro-węgierskie w końcu września 1877.